# Thalassodes antiquadraria
Thalassodes antiquadraria är en fjärilsart som beskrevs av Inoue 1976. Thalassodes antiquadraria ingår i släktet Thalassodes och familjen mätare. Inga underarter finns listade i Catalogue of Life.